# Sem Parar
Sem Parar ou Sin Parar é uma linha de barras de chocolate e sorvetes produzidos pela Nestlé. Estão disponíveis no Peru, México e Brasil, sendo direcionado para os consumidores adolescentes.